# Haiku Depot
Haiku Depot è il gestore di pacchetti grafici del sistema operativo Haiku, presente dalla versione R1A4. Permette di scaricare e installare in formato HPKG dai repository a disposizione e, in quelli che lo supportano, permettono anche di vedere screenshot e informazioni sui pacchetti presenti e, previa registrazione, di lasciare recensioni e commenti.